# Age and Beauty 2
Age and Beauty 2 è un film pornografico statunitense del 2019 diretto da Bree Mills e Craven Moorehead.

## Riconoscimenti
AVN Awards
- 2021 - Best Niche Movie or Anthology[2]